# Marius André

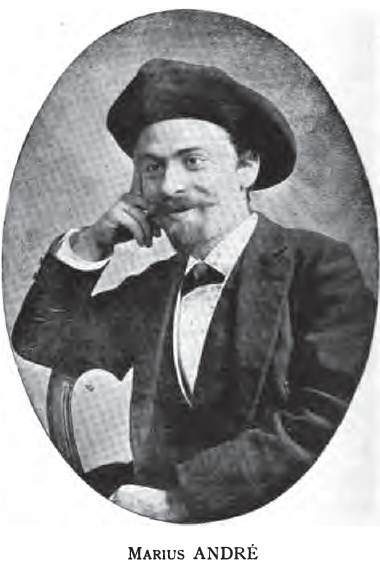
Marius André

Marius André (* 5. Juni 1868 in Sainte-Cécile-les-Vignes; † 10. Januar 1927 in Paris) war ein französischer Schriftsteller französischer und okzitanischer Sprache.

## Leben und Werk
Marius André entstammte einer Tuchhändlerfamilie aus Sainte-Cécile-les-Vignes (westlich Vaison-la-Romaine). Er studierte Hispanistik in Aix-en-Provence, schloss mit der Licence ab und ging in den Konsulatsdienst. Er lebte überwiegend im Ausland und in Paris. Er begann seine literarische Karriere mit okzitanischer Dichtung und engagierte sich im Félibrige, was ihm 1918 die Wahl zum Majoral (Akademiemitglied) des Félibrige (Sitz: Cigalo de Camargo) einbrachte. Postum erschien sein Buch über Frédéric Mistral.
Sein weiteres literarisches und historisches Schaffen betraf fast ausschließlich den spanischen und katalanischen Sprachraum (einschließlich Südamerika), aus dem er auch zahlreiche Übersetzungen vorlegte. Sein Buch über Christoph Kolumbus wurde ins Deutsche übersetzt. Politisch stand er an der Seite von Charles Maurras, was seiner Rezeption und Würdigung schadete. Er starb 1927 im Alter von 58 Jahren. In Avignon ist eine Straße nach ihm benannt.

## Werke (Auswahl)
- Plóu e souleio. J. Roumanille, Avignon 1890. (zweisprachig)
- La Gloire d'Esclarmonde, poème provençal. J. Roumanille, Avignon 1894. (zweisprachig, Vorwort von Félix Gras)
- Montserrat, roman féerique. Nouvelle librairie parisienne, Paris 1896.
- (Übersetzer) Victor Balaguer: Li Pireneu, trilougio catalano. J. Roumanille, Avignon 1897.
- Le bienheureux Raymond Lulle (1232–1315). V. Lecoffre, Paris 1900.
- Les catholiques espagnols et la guerre. Bloud et Gay, Paris 1915. (unter dem Pseudonym Maurice de Sorgues)
- La Catalogne et les germanophiles. Llibreria espanyola, Barcelona 1916. (zweisprachig französisch-katalanisch)
- Guide psychologique du Français à l'étranger. Nouvelle librairie nationale, Paris 1917.
- (Übersetzer) Luis de Góngora: Fable de Polyphème et Galatée. Garnier, Paris 1920.
- (Übersetzer) Raymond Lulle: L'Ami et l'aimé [Libre d'amich e d'amat]. G. Crès, Paris 1921.
- (Übersetzer) Les Exclamations de sainte Thérèse d'Avila. Société littéraire de France, Paris 1922.
- La fin de l'empire espagnol d'Amérique. Nouvelle Librairie nationale, Paris 1922. (Vorwort von Charles Maurras)
- (Übersetzer) Santiago Rusiñol: Le catalan de la Manche. Plon, Nourrit et Cie, Paris 1923. (Vorwort von Léon Daudet)
- Bolivar et la démocratie. Éditions 'Excelsior', Paris 1924.
- Emé d'arange un cargamen. Avec un chargement d'oranges. Poèmes. Éditions du Cadran, Paris 1924.
- (Übersetzer) M. Luisa Fernández de García Huidobro: Blasco Ibañez démasqué. Réponse au calomniateur du roi d'Espagne. M.-P. Trémois, Paris 1925. (Vorwort von Charles Allane)
- Entretiens avec le général Mangin sur l'Amérique. P. Roger, Paris 1926.
- (Übersetzer) Laureano Vallenilla Lanz: Césarisme démocratique en Amérique. Revue de l'Amérique latine, Paris 1927.
- La véridique Aventure de Christophe Colomb. Plon, Paris 1927. Tohubohu éditions, Paris 2018. Rue Laplace éditions, Paris 2021.
  - (deutsch) Das wahre Abenteuer des Christoph Columbus. Dr. H. Epstein, Wien 1927. (übersetzt von Johannes Eckardt)
- La vie harmonieuse de Mistral. Plon, Paris 1928.
- (Hrsg. und Übersetzer) Cantares, poésies espagnoles. Avec une traduction française par l'auteur. Livre libre, Paris 1930.